# 白點藍子魚
白點藍子魚為輻鰭魚綱鱸形目刺尾魚亞目藍子魚科的其中一種，於1835年首次被法國動物學家 Achilles Valenciennes正式描述為Amphacanthus sutor，模式產地為塞席爾群島，分布於西印度洋區，包括南非、東非、葛摩、英屬印度洋領地、馬達加斯加、模里西斯、留尼旺、塞席爾群島、伊朗等海域，棲息深度1-50公尺，本魚體呈橢圓形且側扁，身體通常呈銀色，帶有白色斑點，有時白點內還會有藍點，在夜間，魚呈現斑駁的綠色或灰色，背鰭硬棘13-14枚、背鰭軟條10枚、臀鰭硬棘7枚、臀鰭軟條9-10枚，硬棘具有毒腺，體長可達45公分，壽命可達2年半，棲息在近海的礁石區，以藻類為食，可作為食用魚。 

## 擴展閱讀
維基物種上的相關：白點藍子魚